# Каламазу Уингз
«Каламазу Уингз» (англ. Kalamazoo Wings); по прозвищу «К-Уингз» (англ. K-Wings) — профессиональная хоккейная команда, играющая в Центральном дивизионе Западной конференции ECHL. Базируется в городе Каламазу, штат Мичиган, США. «Уингз» аффилированы с командами «Ванкувер Кэнакс» из НХЛ и «Абботсфорд Кэнакс» из АХЛ.

## История
Команда начинала играть с сезона 1999–00 в Объединённой хоккейной лиге (UHL) под названием «Мадисон Кадьякс». После одного сезона в Мадисоне, команда переехала в Каламазу, сменив название на «Уингз» в честь первоначальных «Уингз», которые играли в Международной хоккейной лиге (IHL) с 1974 по 2000 год. Новая команда получила право использовать старое название «Уингз» и логотип, а также использовать историю оригинальной команды как свою собственную.
«Уингз» играли в UHL с 2000 по 2009 год. Начиная с сезона 2009–10 команда начала играть в ECHL.
В сезоне 2010–11 «Уингз» дошли до финала Кубка Келли, где уступили команде «Аляска Эйсез» со счётом 4-1 в серии.